# هری البراخت
هری البراخت (انگلیسی: Harry Ellbracht؛ زادهٔ ۱۳ سپتامبر ۱۹۵۳) بازیکن فوتبال اهل آلمان است.
از باشگاه‌هایی که در آن بازی کرده‌است می‌توان به باشگاه فوتبال زاربروکن، باشگاه فوتبال مونیخ ۱۸۶۰، باشگاه فوتبال بوخوم، و باشگاه فوتبال آرمینیا بیله‌فلد اشاره کرد.